# Yvan Muller
Yvan Muller (Altkirch, 16 agosto 1969) è un pilota automobilistico francese.
È quattro volte campione del mondo di WTCC, avendo conquistato il titolo nel 2008 con la SEAT e nel 2010, 2011, e 2013 con la Chevrolet. Attualmente compete nella coppa del mondo turismo come pilota semiufficiale Lynk & Co.

## Carriera

### Monoposto
Dopo aver corso nella Formula Renault francese e nella Formula 3 francese, vinse il campionato britannico di Formula 2 e corse nel campionato internazionale di Formula 3000 nel 1993. Sua sorella Cathy aveva già precedentemente corso quattro gare in questa categoria tra il 1986 e 1988.

### Campionato Turismo francese ed europeo
Muller vinse il campionato francese turismo nel 1995 e ha corso anche nei campionati tedesco e italiano, così come fece un'apparizione una tantum nell'ETCC.

### Campionato Turismo britannico (BTCC)
Yvan Muller iniziò la sua carriera in BTCC nel 1998, ottenendo il sedile lasciato vacante da Frank Biela all'Audi. Il francese concluse 7º nel campionato 1998, mentre il suo compagno John Bintcliffe finì 15º. L'Audi lasciò il campionato al termine dello stesso anno e Muller si accasò al team Triple Eight Race Engineering, alla guida di una Vauxhall Vectra per il 1999 insieme a John Cleland. Muller vinse la sua prima gara in BTCC al settimo weekend di gara, a Brands Hatch, concludendo il campionato al 6º posto, mentre il compagno fu 13º. Il 2000 fu l'ultimo anno per le vetture Super Tourers nel BTCC. Yvan Muller guidò nuovamente per la Vauxhall, mentre Jason Plato e Vincent Radermecker si unirono al team dopo aver lasciato rispettivamente Renault e Volvo che uscirono dal campionato alla fine del 1999. Muller fu il migliore pilota della Vauxhall concludendo 4º dietro a tre portacolori della Ford: Alain Menu, Anthony Reid e Rickard Rydell.
Nel 2001 i regolamenti cambiarono e si aprirono le porte alle nuove vetture turismo. La Vauxhall schierò la nuova BTC-T Vauxhall Astra Coupe sia per il team Egg Sport sia per il Triple Eight Race Engineering. L'Astra si rivelò essere la vettura da battere. Yvan Muller e Jason Plato lottarono per il campionato per tutta la stagione. Muller concluse 2º in campionato dopo che la sua vettura prese fuoco nel corso dell'ultima gara e il titolo fu vinto da Plato. Il campionato 2002 proseguì sulla falsariga di quello dell'anno prima: l'Astra fu nuovamente una vettura migliore dei concorrenti Honda, Peugeot, MG e Proton, nonostante fu caratterizzata da diversi problemi di affidabilità nel corso di tutta la stagione. James Thompson si spostò alla Vauxhall dopo che il campione del 2001 Jason Plato decise di andare a correre in NASCAR. Yvan Muller concluse 2º in campionato, dietro al compagno Thompson, dopo essere passato attraverso molti episodi sfortunati nel corso della stagione che l'hanno estromesso dalla lotta per il titolo. Nel 2003 rimase ancora in Vauxhall. Il team cambiò nome in VX Racing e continuò a correre con l'Astra Coupe e aggiunse una terza vettura dopo che il team Egg Sport venne chiuso. L'Astra Coupe fu ancora la vettura da battere e Muller e James Thompson lottarono per il campionato. Muller vinse il suo primo titolo davanti al compagno di squadra dopo una fiera lotta.
Il 2004 sarebbe stato l'ultimo anno per l'Astra Coupe. L'Astra non riuscì più a dominare come in precedenza e Honda, MG e Seat (quest'ultima al debutto con alla guida il campione 2001 Jason Plato), lottarono con i piloti del team VX Racing per il campionato. Alla fine, comunque, i due fecero doppietta ancora una volta, con Thompson che precedette Muller di un punto.
Il 2005 vide la nuova BTC-T Vauxhall Astra Sport Hatch rimpiazzare la vecchia Astra Coupe per la Vauxhall. L'Astra Sport Hatch si rivelò inferiore rispetto alla nuova Honda Integra e ciò non consentì a Yvan Muller di vincere il secondo titolo. Concluse 2º in campionato per la quarta volta in cinque anni e prese la decisione di lasciare il campionato al termine del 2005 per correre con SEAT nel campionato WTCC.

### V8 Supercars
Muller partecipò ai due campionati australiani di corse endurance V8 Supercars, vincendo nella 500 km di Sandown nel 2005 insieme al pilota locale Craig Lowndes con la loro Betta Electrical per il team Triple Eight. Nello stesso anno, fu anche coinvolto in uno dei più memorabili incidenti al Mount Panorama nel corso della 1000 km di Bathurst, dove, mentre era in testa, Craig Lowndes si schiantò contro il muro a Reid Park e, poco dopo, un altro incidente vide una ruota della vettura di Paul Dumbrell partire e schiantarsi contro il parabrezza di Lowndes. Nel 2006 e nel 2007, Muller non fu in grado di correre nelle due corse endurance annuali a causa di gare concomitanti in WTCC.

### World Touring Car Championship (WTCC)

#### SEAT (2006–2009)

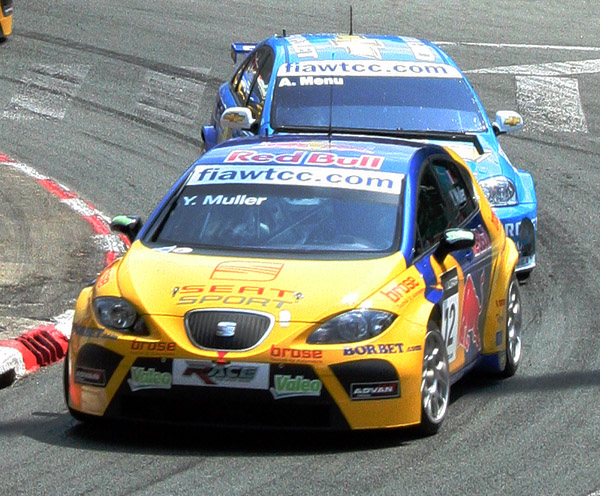
Yvan Muller alla guida della SEAT León a Pau nel 2007

Il 12 novembre 2005 si annunciò ufficialmente che Muller sarebbe passato al WTCC, correndo per SEAT Sport. Un paio di secondi posti all'evento d'apertura a Monza dimostrò le sue potenzialità, la sua prima vittoria arrivò poi alla quinta gara, a Brands Hatch. A fine campionato, si classificò 4º con 62 punti.
Concluse 2º nel 2007 con 81 punti e perse il titolo contro il pilota di Guernsey Andy Priaulx (BMW 320si) nel corso dell'ultima gara a Macao, dove la sua SEAT León TDI fu colpita da un problema alla pompa del gasolio mentre stava vincendo gara-1 a un giro dal termine, il che lo costrinse a non correre gara-2.
Iniziò il 2008 con una vittoria a Curitiba, in Brasile. Yvan Muller combatté per il campionato, in primo luogo con il compagno di squadra Gabriele Tarquini e alla fine vinse il campionato all'ultima gara a Macao.
Nel 2009, al contrario, Muller venne battuto da Tarquini nonostante avesse ottenuto quattro vittorie.

#### Chevrolet (2010–2012)

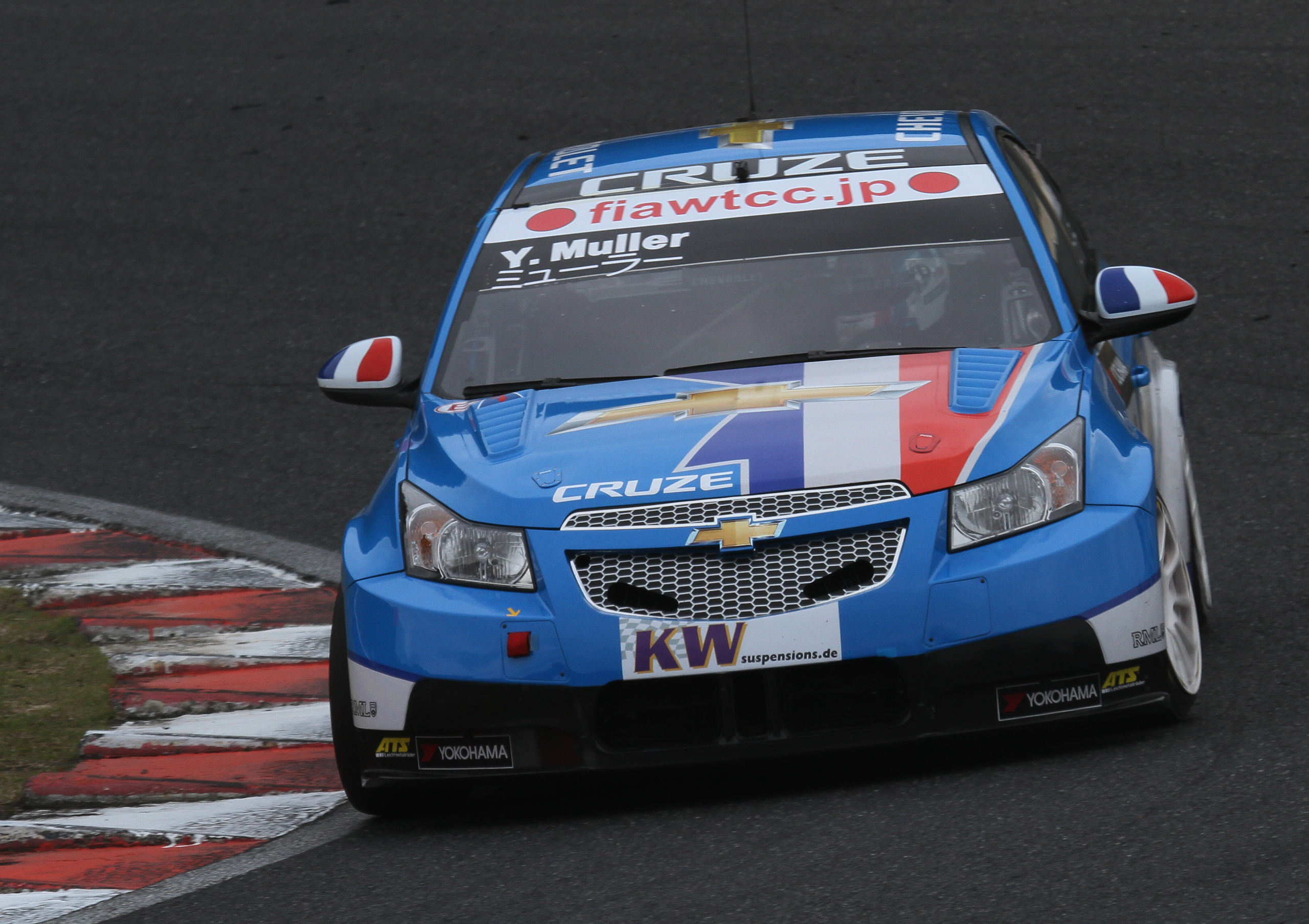
Muller alla guida di una Chevrolet Cruze in 2010.

Si spostò al team rivale Chevrolet nel 2010. Segnò la pole position e vinse la sua prima gara in Brasile. Ottenne altre vittorie a Monza, in Italia e a Brands Hatch, in Gran Bretagna e vinse il titolo diventando il primo pilota a conquistare il campionato per due team diversi.
Muller restò nel team per il 2011. A fine anno fu campione un'altra volta dopo una battaglia col compagno Robert Huff, raggiungendo il record di Andy Priaulx: tre titoli WTCC. Muller stette con Chevrolet anche nel 2012.

#### RML (2013)
Muller restò sempre con RML, team diventato indipendente dopo l'uscita di Chevrolet come squadra ufficiale, nel 2013. Guidò una Chevrolet Cruze 1.6T accanto all'ex pilota del Team Aon, Tom Chilton. Vinse entrambe le gare dell'evento iniziale della stagione: a Monza, nella Gara d'Italia, in condizioni di pioggia battente segnò la sua prima vittoria come pilota di un team indipendente.
A Suzuka, grazie ad un terzo posto in Gara 1, conquistò il quarto titolo iridato in carriera con ben cinque gare d'anticipo.

#### Citroën (2014–2016)
Il 7 agosto 2013 la Citroën ha annunciato l'ingaggio di Yvan Muller per due stagioni, accanto al già confermato Sébastien Loeb. Il francese guiderà una versione WTCC della C-Elysée.

### Altre categorie
Vinse il Trofeo Andros (corsa su ghiaccio) 10 volte (un record), con 46 vittorie singole (altro record). All'inizio della sua carriera, partecipò alla 24 Ore di Le Mans nel 1993 e nel 1996, ma non riuscì a vedere il traguardo.
Nel 2007, partecipò al Rally Dakar. Nel 2009 (conseguentemente alla cancellazione del 2008) partecipò alla prima edizione sudamericana dell'evento, ma si ritirò nel corso della quinta prova speciale. Rappresentò la Francia nella Race of Champions del 2007, insieme a Sébastien Bourdais. Partecipò anche al Rally di Francia con una Citroën Xsara WRC, evento facente parte del World Rally Championship 2010 (WRC).

## Risultati

### Formula 3000
(legenda) (Le gare in grassetto indicano la pole position) (Gare in corsivo indicano Gpv)
| Anno | Scuderia  | Telaio      | Motore | 1       | 2       | 3       | 4       | 5       | 6       | 7      | 8       | 9     | Pos. | Punti |
| ---- | --------- | ----------- | ------ | ------- | ------- | ------- | ------- | ------- | ------- | ------ | ------- | ----- | ---- | ----- |
| 1993 | Omegaland | Reynard 93D | Judd   | DON Rit | SIL Rit | PAU Rit | PER Rit | HOC Rit | NÜR Rit | SPA 11 | MAG Rit | NOG 5 | 17º  | 2     |

### Super Tourenwagen Cup
(legenda) (Le gare in grassetto indicano la pole position) (Gare in corsivo indicano Gpv)
| Anno | Scuderia  | Vettura         | 1        | 2        | 3        | 4        | 5        | 6         | 7        | 8       | 9        | 10       | 11        | 12        | 13      | 14      | 15      | 16      | 17      | 18      | 19      | 20      | Pos. | Punti |
| ---- | --------- | --------------- | -------- | -------- | -------- | -------- | -------- | --------- | -------- | ------- | -------- | -------- | --------- | --------- | ------- | ------- | ------- | ------- | ------- | ------- | ------- | ------- | ---- | ----- |
| 1997 | A.Z.K/ROC | Audi A4 Quattro | HOC 1 12 | HOC 2 11 | ZOL 1 10 | ZOL 2 11 | NÜR 1 20 | NÜR 2 Rit | SAC 1 13 | SAC 2 6 | NOR 1 11 | NOR 2 19 | WUN 1 Rit | WUN 2 Rit | ZWE 1 6 | ZWE 2 6 | SAL 1 6 | SAL 2 6 | REG 1 4 | REG 2 4 | NÜR 1 7 | NÜR 2 6 | 7º   | 298   |

### Campionato britannico turismo
(legenda) (Le gare in grassetto indicano la pole position) (Gare in corsivo indicano Gpv)
| Anno | Scuderia            | Vettura                    | Cat.    | 1        | 2          | 3         | 4         | 5         | 6        | 7        | 8        | 9         | 10       | 11        | 12        | 13       | 14        | 15        | 16       | 17      | 18       | 19       | 20        | 21       | 22        | 23       | 24        | 25      | 26         | 27      | 28      | 29       | 30        | Pen. | Pos. | Punti |
| ---- | ------------------- | -------------------------- | ------- | -------- | ---------- | --------- | --------- | --------- | -------- | -------- | -------- | --------- | -------- | --------- | --------- | -------- | --------- | --------- | -------- | ------- | -------- | -------- | --------- | -------- | --------- | -------- | --------- | ------- | ---------- | ------- | ------- | -------- | --------- | ---- | ---- | ----- |
| 1998 | Audi Sport UK       | Audi A4                    |         | THR 1 9  | THR 2 Rit  | SIL 1 10  | SIL 2 8   | DON 1 6   | DON 2 10 | BRH 1 5  | BRH 2 15 | OUL 1 10  | OUL 2 10 | DON 1 7   | DON 2 4*  | CRO 1 5  | CRO 2 10  | SNE 1 15  | SNE 2 5  | THR 1 6 | THR 2 10 | KNO 1 4  | KNO 2     | BRH 1 11 | BRH 2 6   | OUL 1 5  | OUL 2 3   | SIL 1 3 | SIL 2 5    |         |         |          |           |      | 7º   | 110   |
| 1999 | Vauxhall Motorsport | Vauxhall Vectra            |         | DON 1 6  | DON 2 10   | SIL 1 Rit | SIL 2     | THR 1 Rit | THR 2 11 | BRH 1    | BRH 2 5  | OUL 1 8   | OUL 2 3  | DON 1 4   | DON 2 5   | CRO 1 8  | CRO 2 8   | SNE 1 Rit | SNE 2 3  | THR 1 8 | THR 2 6  | KNO 1 10 | KNO 2 7   | BRH 1 12 | BRH 2 Rit | OUL 1 9  | OUL 2 5   | SIL 1 3 | SIL 2 5    |         |         |          |           |      | 6º   | 119   |
| 2000 | Vauxhall Motorsport | Vauxhall Vectra            | Touring | BRH 1 2  | BRH 2 3    | DON 1 Rit | DON 2 5   | THR 1     | THR 2 1* | KNO 1 7  | KNO 2 4  | OUL 1 Rit | OUL 2 5  | SIL 1 7   | SIL 2 1*  | CRO 1 8  | CRO 2 5   | SNE 1 Rit | SNE 2 4  | DON 1 4 | DON 2 4  | BRH 1 5  | BRH 2 6   | OUL 1 3  | OUL 2 3   | SIL 1 8  | SIL 2 5   |         |            |         |         |          |           |      | 4º   | 168   |
| 2001 | Vauxhall Motorsport | Vauxhall Astra Coupé       | Touring | BRH 1    | BRH 2 Rit* | THR 1 2   | THR 2 1*  | OUL 1 7   | OUL 2 1* | SIL 1 4  | SIL 2 3* | MON 1     | MON 2 1* | DON 1 3   | DON 2 3*  | KNO 1 4  | KNO 2 Rit | SNE 1 2   | SNE 2 2* | CRO 1 3 | CRO 2 1* | OUL 1    | OUL 2 Rit | SIL 1 2  | SIL 2 2*  | DON 1 6  | DON 2 1*  | BRH 1 4 | BRH 2 Rit* |         |         |          |           |      | 2º   | 318   |
| 2002 | Vauxhall Motorsport | Vauxhall Astra Coupé       | Touring | BRH 1 5  | BRH 2 2*   | OUL 1     | OUL 2 10* | THR 1 Rit | THR 2 1* | SIL 1 9  | SIL 2 10 | MON 1 Rit | MON 2 1* | CRO 1 Rit | CRO 2 1*  | SNE 1 2  | SNE 2 1*  | KNO 1 4   | KNO 2    | BRH 1 3 | BRH 2 6  | DON 1 5  | DON 2 Rit |          |           |          |           |         |            |         |         |          |           | −5   | 2º   | 163   |
| 2003 | VX Racing           | Vauxhall Astra Coupé       | Touring | MON 1 2* | MON 2 2*   | BRH 1 2   | BRH 2 1*  | THR 1 1*  | THR 2 1* | SIL 1 2* | SIL 2 1* | ROC 1 3   | ROC 2 1* | CRO 1 Rit | CRO 2 3   | SNE 1 3  | SNE 2 Rit | BRH 1 2*  | BRH 2 5* | DON 1 3 | DON 2 1* | OUL 1 3  | OUL 2 2*  |          |           |          |           |         |            |         |         |          |           |      | 1º   | 233   |
| 2004 | VX Racing           | Vauxhall Astra Coupé       |         | THR 1 3  | THR 2      | THR 3 1*  | BRH 1 5   | BRH 2 3   | BRH 3    | SIL 1 2  | SIL 2    | SIL 3 Rit | OUL 1 1* | OUL 2 8   | OUL 3 1*  | MON 1 1* | MON 2 4   | MON 3 6   | CRO 1 2  | CRO 2 6 | CRO 3 5  | KNO 1 5  | KNO 2 4   | KNO 3 9  | BRH 1 2   | BRH 2 8  | BRH 3 5   | SNE 1 5 | SNE 2 4    | SNE 3 2 | DON 1 7 | DON 2    | DON 3 1*  |      | 2º   | 273   |
| 2005 | VX Racing           | Vauxhall Astra Sport Hatch |         | DON 1 2* | DON 2 1*   | DON 3     | THR 1 6   | THR 2 3   | THR 3    | BRH 1 3  | BRH 2 4  | BRH 3 1*  | OUL 1 4  | OUL 2     | OUL 3 Rit | CRO 1 2  | CRO 2 1*  | CRO 3 8   | MON 1 1* | MON 2 6 | MON 3 1* | SNE 1 4  | SNE 2 4   | SNE 3    | KNO 1 1*  | KNO 2 2* | KNO 3 Rit | SIL 1 4 | SIL 2 Rit  | SIL 3 5 | BRH 1 2 | BRH 2 11 | BRH 3 Rit |      | 2º   | 273   |

### Campionato europeo turismo
(legenda) (Le gare in grassetto indicano la pole position) (Gare in corsivo indicano Gpv)
| Anno | Scuderia                 | Vettura           | 1     | 2     | 3     | 4     | 5     | 6     | 7     | 8     | 9     | 10    | 11    | 12    | 13    | 14    | 15    | 16    | 17        | 18       | 19        | 20        | Pos. | Punti |
| ---- | ------------------------ | ----------------- | ----- | ----- | ----- | ----- | ----- | ----- | ----- | ----- | ----- | ----- | ----- | ----- | ----- | ----- | ----- | ----- | --------- | -------- | --------- | --------- | ---- | ----- |
| 2001 | Alfa Romeo Team Nordauto | Alfa Romeo 156    | MON 1 | MON 2 | BRN 1 | BRN 2 | MAG 1 | MAG 2 | SIL 1 | SIL 2 | ZOL 1 | ZOL 2 | HUN 1 | HUN 2 | A1R 1 | A1R 2 | NÜR 1 | NÜR 2 | JAR 1     | JAR 2    | EST 1     | EST 2 6   | 24º  | 66    |
| 2003 | SEAT Sport               | SEAT Toledo Cupra | VAL 1 | VAL 2 | MAG 1 | MAG 2 | PER 1 | PER 2 | BRN 1 | BRN 2 | DON 1 | DON 2 | SPA 1 | SPA 2 | AND 1 | AND 2 | OSC 1 | OSC 2 | EST 1 17† | EST 2 NP | MON 1 Rit | MON 2 Rit | NC   | 0     |

† — Non ha finito la gara, ma è stato classificato per aver completato il 90% o più della distanza.

### Campionato del mondo turismo
(legenda) (Le gare in grassetto indicano la pole position) (Gare in corsivo indicano Gpv)
| Anno | Scuderia             | Vettura                | 1        | 2         | 3        | 4         | 5        | 6       | 7        | 8       | 9         | 10        | 11       | 12        | 13       | 14        | 15        | 16        | 17       | 18        | 19      | 20        | 21        | 22        | 23      | 24      | Pos. | Punti |
| ---- | -------------------- | ---------------------- | -------- | --------- | -------- | --------- | -------- | ------- | -------- | ------- | --------- | --------- | -------- | --------- | -------- | --------- | --------- | --------- | -------- | --------- | ------- | --------- | --------- | --------- | ------- | ------- | ---- | ----- |
| 2006 | SEAT Sport France    | SEAT León              | ITA 1 2  | ITA 2     | FRA 1 13 | FRA 2 7   | GBR 1    | GBR 2 5 | GER 1 11 | GER 2 8 | BRA 1 13  | BRA 2 13  | MES 1 14 | MES 2 Rit | CEC 1 3  | CEC 2 3   | TUR 1 13  | TUR 2 Rit | SPA 1 10 | SPA 2 6   | MAC 1 3 | MAC 2     |           |           |         |         | 4º   | 62    |
| 2007 | SEAT Sport           | SEAT León              | BRA 1 8  | BRA 2 4   | OLA 1 NC | OLA 2 12  | SPA 1 3  | SPA 2 4 | FRA 1 2  | FRA 2 6 | CEC 1 6   | CEC 2 NP  | POR 1 4  | POR 2 5   |          |           |           |           |          |           |         |           |           |           |         |         | 2º   | 81    |
| 2007 | SEAT Sport           | SEAT León TDI          |          |           |          |           |          |         |          |         |           |           |          |           | SVE 1 6  | SVE 2 Rit | GER 1     | GER 2 5   | GBR 1 4  | GBR 2 5   | ITA 1   | ITA 2 5   | MAC 1 27† | MAC 2 NP  |         |         | 2º   | 81    |
| 2008 | SEAT Sport           | SEAT León TDI          | BRA 1    | BRA 2 5   | MES 1 6  | MES 2 4   | SPA 1 4  | SPA 2 8 | FRA 1 2  | FRA 2 7 | CEC 1 8   | CEC 2 5   | POR 1 3  | POR 2     | GBR 1 2  | GBR 2 11  | GER 1 11  | GER 2 8   | EUR 1    | EUR 2 5   | ITA 1   | ITA 2 4   | GPN 1 7   | GPN 2 6   | MAC 1 3 | MAC 2   | 1º   | 114   |
| 2009 | SEAT Sport           | SEAT León TDI          | BRA 1    | BRA 2 4   | MES 1 4  | MES 2 1   | MAR 1 4  | MAR 2   | FRA 1 11 | FRA 2 7 | SPA 1     | SPA 2 7   | CEC 1 8  | CEC 2     | POR 1 3  | POR 2     | GBR 1 Rit | GBR 2 7   | GER 1 NC | GER 2 7   | ITA 1 2 | ITA 2 1   | GPN 1 4   | GPN 2 3   | MAC 1 5 | MAC 2 3 | 2º   | 123   |
| 2010 | Chevrolet            | Chevrolet Cruze LT     | BRA 1    | BRA 2 4   | MAR 1 6  | MAR 2     | ITA 1 4  | ITA 2 1 | BEL 1 2  | BEL 2 5 | POR 1 2   | POR 2     | GBR 1    | GBR 2 5   | CEC 1 NC | CEC 2 12  | GER 1 3   | GER 2 3   | SPA 1 2  | SPA 2     | GPN 1 2 | GPN 2     | MAC 1 2   | MAC 2 4   |         |         | 1º   | 331   |
| 2011 | Chevrolet            | Chevrolet Cruze 1.6T   | BRA 1 2  | BRA 2 3   | BEL 1 3  | BEL 2 Rit | ITA 1 2  | ITA 2   | UNG 1 5  | UNG 2 1 | CEC 1 2   | CEC 2 1   | POR 1 2  | POR 2     | GBR 1    | GBR 2 1   | GER 1     | GER 2 5   | SPA 1    | SPA 2 1   | GPN 1 4 | GPN 2     | CIN 1 4   | CIN 2 1   | MAC 1 2 | MAC 2 3 | 1º   | 433   |
| 2012 | Chevrolet            | Chevrolet Cruze 1.6T   | ITA 1    | ITA 2 1   | SPA 1    | SPA 2 8   | MAR 1 3  | MAR 2 1 | SVC 1 10 | SVC 2   | UNG 1     | UNG 2 10  | AUT 1 2  | AUT 2 8   | POR 1    | POR 2 5   | BRA 1     | BRA 2 4   | USA 1    | USA 2 14  | GPN 1 2 | GPN 2 6   | CIN 1 Rit | CIN 2 13  | MAC 1   | MAC 2 3 | 3º   | 393   |
| 2013 | RML                  | Chevrolet Cruze 1.6T   | ITA 1    | ITA 2 1   | MAR 1 4  | MAR 2     | SVC 1 4  | SVC 2   | UNG 1    | UNG 2 5 | AUT 1 3   | AUT 2     | RUS 1    | RUS 2     | POR 1    | POR 2 7   | ARG 1     | ARG 2 13  | USA 1 3  | USA 2 4   | GPN 1 3 | GPN 2 Rit | CIN 1 2   | CIN 2 5   | MAC 1   | MAC 2 6 | 1º   | 431   |
| 2014 | Citroën Total WTCC   | Citroën C-Elysée WTCC  | MAR 1 3  | MAR 2 Rit | FRA 1    | FRA 2     | UNG 1    | UNG 2 5 | SVC 1 10 | SVC 2 C | AUT 1     | AUT 2 Rit | RUS 1 4  | RUS 2     | BEL 1    | BEL 2     | ARG 1 3   | ARG 2 3   | PEC 1 2  | PEC 2 9   | CIN 1 3 | CIN 2 Rit | GPN 1 Rit | GPN 2 5   | MAC 1 5 | MAC 2   | 2º   | 336   |
| 2015 | Citroën Total WTCC   | Citroën C-Elysée WTCC  | ARG 1 2  | ARG 2 11  | MAR 1 5  | MAR 2 1   | UNG 1 2  | UNG 2 7 | GER 1 3  | GER 2 1 | RUS 1     | RUS 2 6   | SVC 1    | SVC 2 3   | FRA 1 2  | FRA 2 4   | POR 1 7   | POR 2     | GPN 1 5  | GPN 2 15† | CIN 1 2 | CIN 2 1   | THA 1 Rit | THA 2 Rit | QAT 1 6 | QAT 2 1 | 2º   | 357   |
| 2016 | Citroën Racing       | Citroën C-Elysée WTCC  | FRA 1 13 | FRA 2 4   | SVC 1 7  | SVC 2 5   | UNG 1 12 | UNG 2   | MAR 1 3  | MAR 2   | GER 1 Rit | GER 2 NP  | RUS 1 3  | RUS 2 11  | POR 1 9  | POR 2     | ARG 1 3   | ARG 2 5   | GPN 1 5  | GPN 2 1   | CIN 1 3 | CIN 2     | QAT 1 4   | QAT 2 6   |         |         | 2º   | 257   |
| 2017 | Polestar Cyan Racing | Volvo S60 Polestar TC1 | MAR 1    | MAR 2     | ITA 1    | ITA 2     | UNG 1    | UNG 2   | GER 1    | GER 2   | POR 1     | POR 2     | ARG 1    | ARG 2     | CIN 1    | CIN 2     | GPN 1     | GPN 2     | MAC 1    | MAC 2     | QAT 1 6 | QAT 2 7   |           |           |         |         | 15º  | 16    |

† — Non ha finito la gara, ma è stato classificato per aver completato il 90% o più della distanza di gara.
* Stagione in corso.

### Coppa del mondo turismo
| Anno | Scuderia              | Vettura           | 1        | 2       | 3         | 4       | 5       | 6         | 7        | 8        | 9        | 10        | 11        | 12        | 13        | 14       | 15       | 16       | 17      | 18        | 19      | 20      | 21        | 22       | 23       | 24        | 25      | 26       | 27        | 28      | 29      | 30       | Pos. | Punti |
| ---- | --------------------- | ----------------- | -------- | ------- | --------- | ------- | ------- | --------- | -------- | -------- | -------- | --------- | --------- | --------- | --------- | -------- | -------- | -------- | ------- | --------- | ------- | ------- | --------- | -------- | -------- | --------- | ------- | -------- | --------- | ------- | ------- | -------- | ---- | ----- |
| 2018 | M.Racing - YMR        | Hyundai i30 N TCR | MAR 1 11 | MAR 2 9 | MAR 3 2   | UNG 1 4 | UNG 2 3 | UNG 3     | GER 1    | GER 2 4  | GER 3    | OLA 1 Rit | OLA 2 24† | OLA 3 Rit | POR 1     | POR 2    | POR 3 11 | SVC 1 12 | SVC 2 3 | SVC 3 Rit | NIN 1 7 | NIN 2 1 | NIN 3 Rit | WUH 1 15 | WUH 2 9  | WUH 3 Rit | GPN 1 3 | GPN 2 10 | GPN 3 21† | MAC 1 2 | MAC 2 3 | MAC 3 4  | 2º   | 303   |
| 2019 | Cyan Racing Lynk & Co | Lynk & Co 03 TCR  | MAR 1 18 | MAR 2 7 | MAR 3 Rit | UNG 1 2 | UNG 2 6 | UNG 3 Rit | SVC 1 11 | SVC 2 11 | SVC 3 14 | OLA 1 2   | OLA 2 9   | OLA 3 5   | GER 1 Rit | GER 2 15 | GER 3 10 | POR 1 9  | POR 2 6 | POR 3 2   | CIN 1   | CIN 2 3 | CIN 3 1   | GPN 1 11 | GPN 2 14 | GPN 3 15  | MAC 1   | MAC 2 1  | MAC 3 6   | MAL 1 6 | MAL 2 6 | MAL 3 11 | 3º   | 372   |

### V8 Supercars
| Anno | Scuderia                      | Vettura               | 1     | 2     | 3     | 4     | 5     | 6     | 7     | 8     | 9       | 10      | 11    | 12    | 13     | 14    | 15    | 16    | 17    | 18    | 19       | 20       | 21    | 22    | 23    | 24    | 25    | 26    | Punti | Pos. |
| ---- | ----------------------------- | --------------------- | ----- | ----- | ----- | ----- | ----- | ----- | ----- | ----- | ------- | ------- | ----- | ----- | ------ | ----- | ----- | ----- | ----- | ----- | -------- | -------- | ----- | ----- | ----- | ----- | ----- | ----- | ----- | ---- |
| 2000 | Holden Racing Team            | Holden Commodore (VT) | PHI   | PTH   | ADE   | ECK   | HDV   | CAN   | QLD   | WIN   | OPK     | CDR     | QLD   | SAN   | BAT 10 |       |       |       |       |       |          |          |       |       |       |       |       |       | 120   | 33º  |
| 2002 | K-mart Racing Team            | Holden Commodore (VX) | ADE   | PHI   | ECK   | HDV   | CAN   | PTH   | OPK   | QLD   | QLD Rit | BAT Rit | SUR   | PUK   | SAN    |       |       |       |       |       |          |          |       |       |       |       |       |       | 0     | NC   |
| 2004 | Triple Eight Race Engineering | Ford Falcon (BA)      | ADE   | ECK   | PUK   | HDV   | PTH   | QLD   | WIN   | OPK   | SAN Rit | BAT Rit | SUR   | SYM   | ECK    |       |       |       |       |       |          |          |       |       |       |       |       |       | 0     | NC   |
| 2005 | Triple Eight Race Engineering | Ford Falcon (BA)      | ADE   | PUK   | BAR   | ECK   | SHA   | HDV   | QLD   | ORP   | SAN 1   | BAT 15  | SUR   | SYP   | PHI    |       |       |       |       |       |          |          |       |       |       |       |       |       | 192   | 38º  |
| 2010 | Paul Morris Motorsport        | Holden Commodore (VE) | YMC 1 | YMC 2 | BHR 1 | BHR 2 | ADE 1 | ADE 2 | HAM 1 | HAM 2 | QLD 1   | QLD 2   | WIN 1 | WIN 2 | HDV 1  | HDV 2 | TOW 1 | TOW 2 | PHI 1 | BAT 2 | SUR 1 13 | SUR 2 15 | SYM 1 | SYM 2 | SAN 1 | SAN 2 | SYD 1 | SYD 2 | 0     | NC   |

+ Pilota ospite

### Campionato del mondo rally
| 2010 | Scuderia | Vettura           |  |  |  |  |  |  |  |  |  |  |    |  |  |  |  |  | Punti | Pos. |
| ---- | -------- | ----------------- |  |  |  |  |  |  |  |  |  |  | -- |  |  |  |  |  | ----- | ---- |
| 2010 |          | Citroën Xsara WRC |  |  |  |  |  |  |  |  |  |  | 42 |  |  |  |  |  | 0     |      |

| 2011 | Scuderia | Vettura           |  |  |  |  |  |  |  |  |  |  |    |  |  |  |  |  | Punti | Pos. |
| ---- | -------- | ----------------- |  |  |  |  |  |  |  |  |  |  | -- |  |  |  |  |  | ----- | ---- |
| 2011 |          | Peugeot 207 S2000 |  |  |  |  |  |  |  |  |  |  | 31 |  |  |  |  |  | 0     |      |

| 2012 | Scuderia | Vettura                    |  |  |  |  |  |  |  |  |  |  |    |  |  |  |  |  | Punti | Pos. |
| ---- | -------- | -------------------------- |  |  |  |  |  |  |  |  |  |  | -- |  |  |  |  |  | ----- | ---- |
| 2012 |          | Mini John Cooper Works WRC |  |  |  |  |  |  |  |  |  |  | 14 |  |  |  |  |  | 0     |      |

| Legenda | 1º posto | 2º posto | 3º posto | A punti | Senza punti | Ritirato | Squalificato | NP=Non partito C=Gara cancellata | Apice=Power stage |